# Aedes litwakae
Aedes litwakae är en tvåvingeart som beskrevs av Bianca L. Reinert 1991. Aedes litwakae ingår i släktet Aedes och familjen stickmyggor.
Artens utbredningsområde är Filippinerna. Inga underarter finns listade i Catalogue of Life.